# Александър Грозев
Александър Димитров Грозев е български киновед, кинокритик и преподавател (проФесор).

## Биография
Роден е на 18 април 1945 година в София. Завършва Държавния институт по кинематография (на руски: Всесоюзный государственный институт кинематографии (ВГИК) в Москва (СССР).
В периода 1984 – 1990 г. Грозев е агент на Шесто управление на Държавна сигурност под псевдонима Пеев. От 1984 до 1992 г. е главен редактор, а след това и директор, в Българската национална телевизия, където е водещ на рубриката „Десета муза“.
Грозев преподава кинокритика в Националната академия за театрално и филмово изкуство „Кръстьо Сарафов“. През 1991 г. е един от основателите на катедрата „Телевизионно и киноизкуство“ в Югозападния университет „Неофит Рилски“, където се изучава режисура, операторство, монтаж. През 2003 – 2009 година е изпълнителен директор на Националния филмов център. Той е сред създателите и дългогодишен художествен директор на Международния филмов фестивал „Любовта е лудост“. Представител на България в програмата „Медиа“ и „Медиа плюс“. Изнасял е лекции в Германия, Русия, Полша, Украйна и САЩ. Има издадени книги в Русия и Великобритания, както и публикации в специализирани чужди издания. Многократно е участвал като член и председател на жури на големи международни и наши кинофестивали. 
Автор е на множество книги, изследвания и статии, свързани с историческия път на българското и световното кино.

## Семейство
Женен е за режисьорката Весела Зарева (р. 1943 г.), дъщеря на литературоведа Пантелей Зарев.